# Solidago canadensis
Solidago canadensis, llamada comúnmente vara de oro de Canadá o plumero amarillo, es una herbácea perenne de la familia  Asteraceae, nativa de Estados Unidos y Canadá, como lo dice su nombre científico. Suele crecer silvestre. 

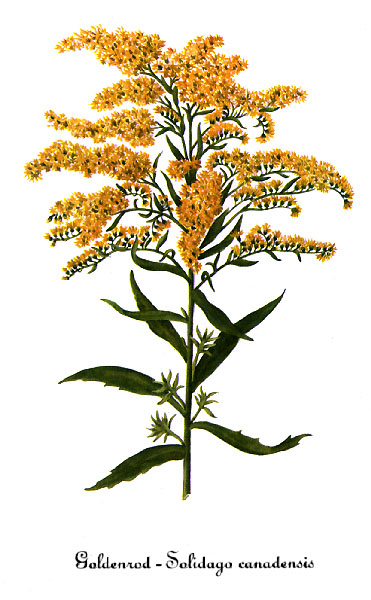
Ilustración

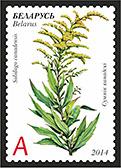
Sello postal de Bielorrusia

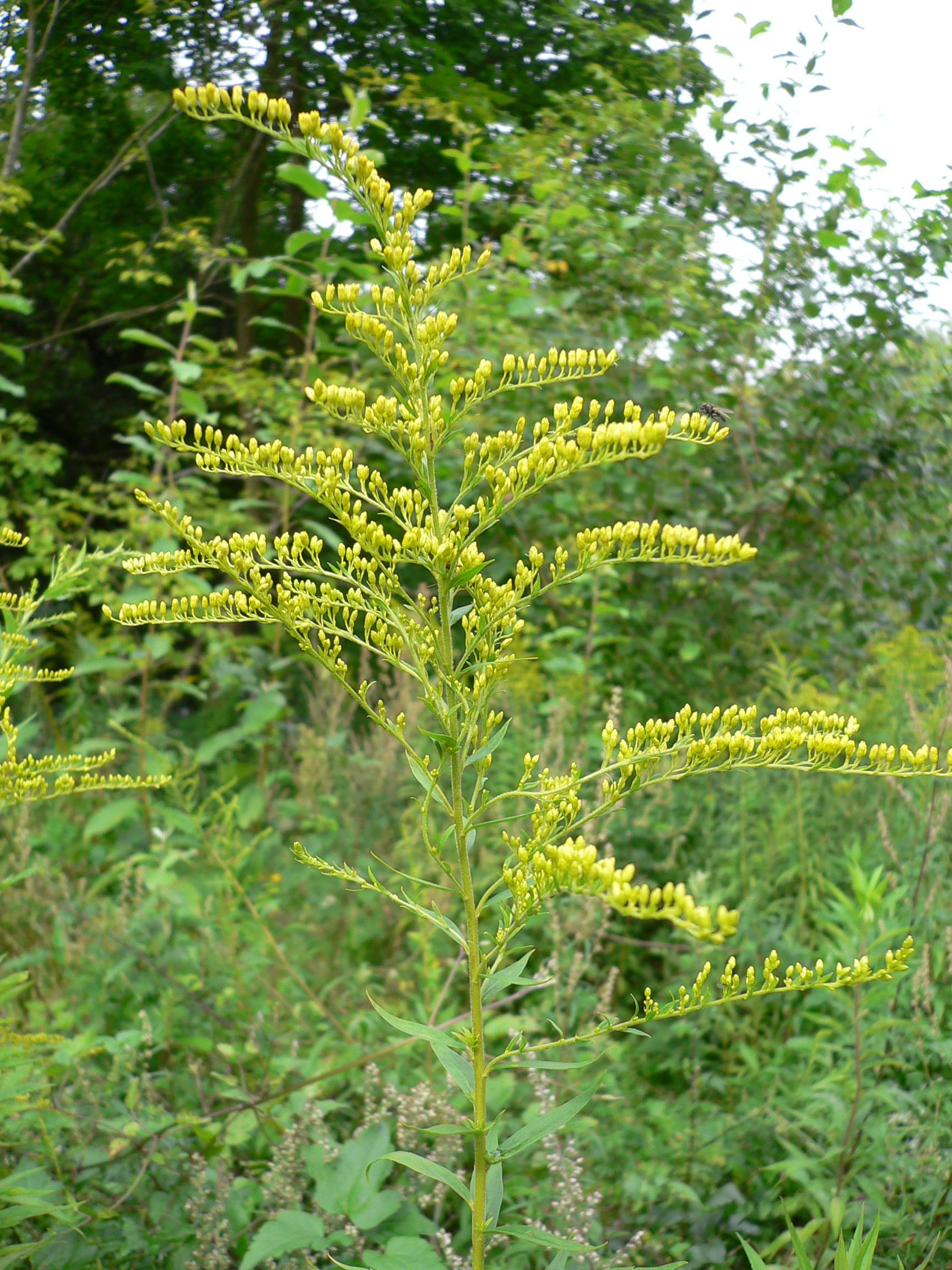
Vista de la planta

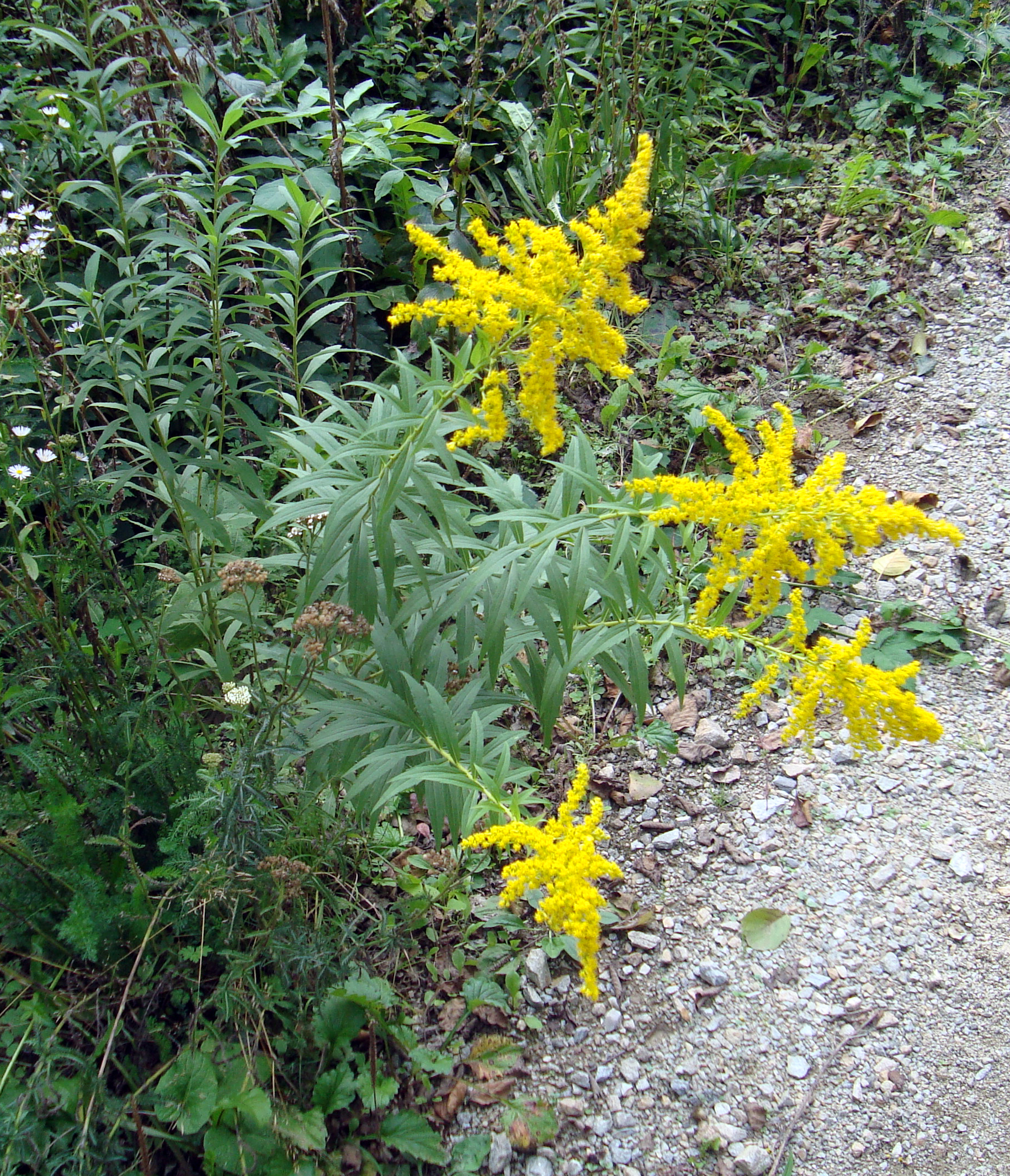
Inflorescencia

## Características
Herbácea de 2 m o más de altura,  hojas alternas, lanceoladas, pubescentes, mucho más largas que anchas, las superiores sésiles; flores amarillas,  en pequeñas cabezuelas,  9-15 en cada una de ellas, liguladas.

## Especie invasora
Especie introducida en Europa aproximadamente a mediados del siglo XVII. En muchas partes de Europa y de China, se ha convertido en una planta invasora o maleza.
En partes del este y del sudeste de China, particularmente en las provincias de Zhejiang, Jiangsu, Jiangxi, Shanghái, su invasión ha tomado proporciones de pandemia. En Shanghái se reporta que la invasión de esta maleza ha causado la extinción de 30 especies nativas. En la ciudad de Ningbo, Zhejiang, ha diezmado la producción de naranjas. Sigue expandiéndose por China. Avistamientos han sido hechos tan lejos como la provincia de Yunnan. Varias autoridades nacionales y provinciales están en alerta alta.

## Propiedades

### Medicina popular
La vara de oro de Canadá tiene virtudes como planta medicinal. Se dice que Linneo, el padre de la terminología latina binomial, le dio el nombre científico Solidago (literalmente, "consolidado") debido a su reputación para promover la cicatrización de heridas.
Rico en flavonoides, vitamina P, la vara de oro es también útil en el tratamiento de venas varicosas. Como tal, es un ingrediente de muchos productos farmacéuticos en Alemania.

### Otros usos
También es una de las plantas melíferas más comunes de América del Norte. El sabor de su miel, se encuentra a medio camino entre la de la miel de trébol y el de la miel de trigo sarraceno. Como es el caso para todos los tipos de miel, se concentra una porción de los ingredientes activos de la planta y por lo tanto, puede desempeñar un papel significativo en el cuerpo.
Se puede utilizar como alimento para animales tales como ganado y caballos.

## Taxonomía
Solidago canadensis fue descrito por Carlos Linneo y publicado en Species Plantarum 2: 878. 1753.
Etimología
Solidago: nombre genérico que deriva del término latíno solido, que significa "sirve para todo o curar" que es una referencia a las supuestas, cualidades medicinales de estas plantas.
canadensis: epíteto geográfico que alude a su localización en Canadá.
Variedades
- Solidago canadensis var. bartramiana (Fern.) Beaudry
- Solidago canadensis var. canadensis L.
- Solidago canadensis var. gilvocanescens Rydb.
- Solidago canadensis var. hargeri Fern.
- Solidago canadensis var. lepida (DC.) Cronq.
- Solidago canadensis var. salebrosa (Piper) M.E. Jones
- Solidago canadensis var. scabra Torr. & Gray[6]

Sinonimia
- Aster canadensis (L.) Kuntze
- Doria canadensis (L.) Lunell
- Solidago anthropogena
- Aster lepidus (DC.) Kuntze
- Solidago lepida DC.
- Solidago lepida var. subserrata DC.[7]
- Solidago altissima L.
- Solidago humilis Miller (1768)
- Solidago longifolia Schrad. ex DC.
- Solidago nervosa Gaterau (1789)
- Solidago praecox Moench (1794)
- Solidago tournefortii Tausch (1828):[8]